# St. Ulrich und Magnus (Bodnegg)

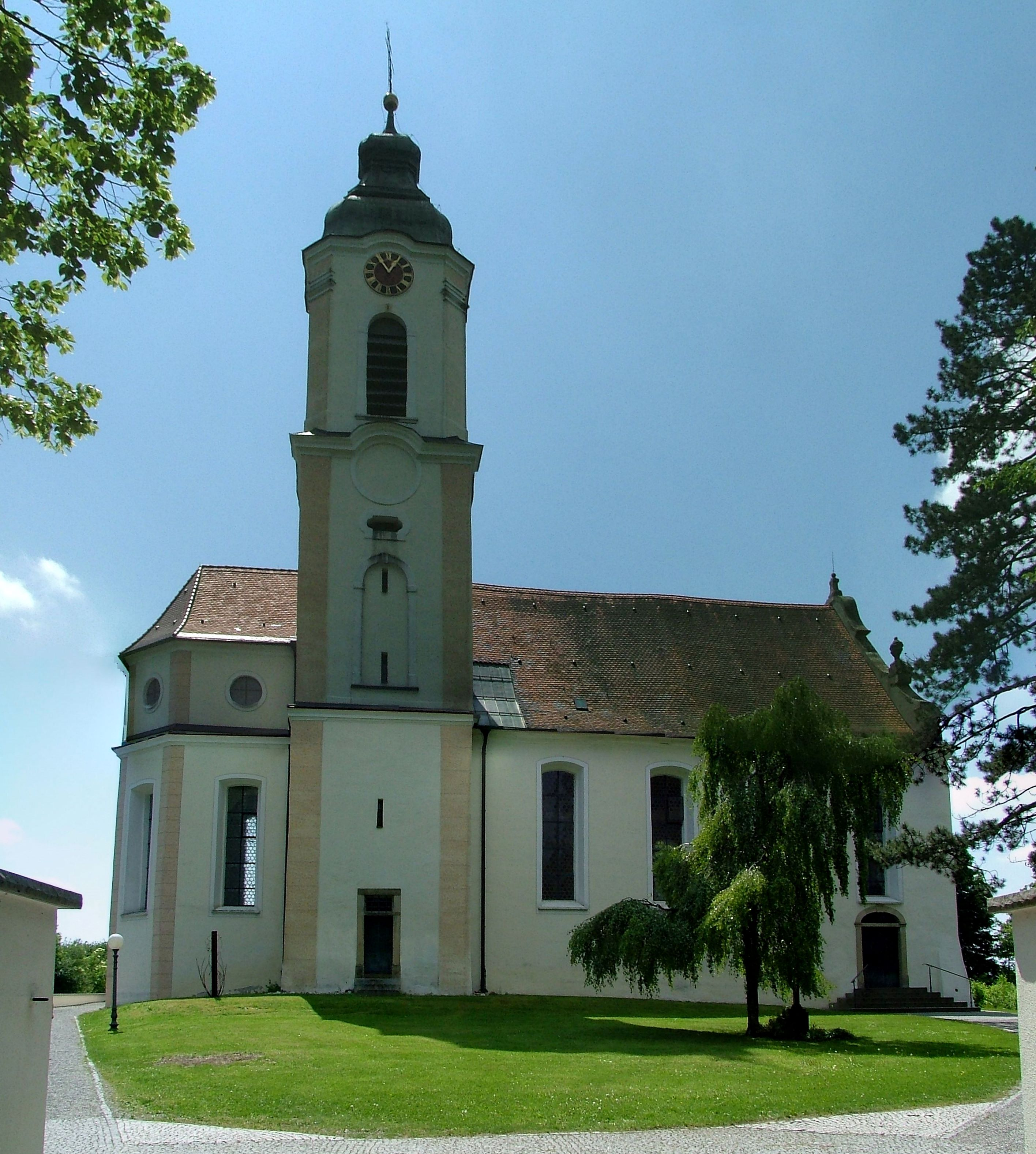
St. Ulrich und Magnus in Bodnegg

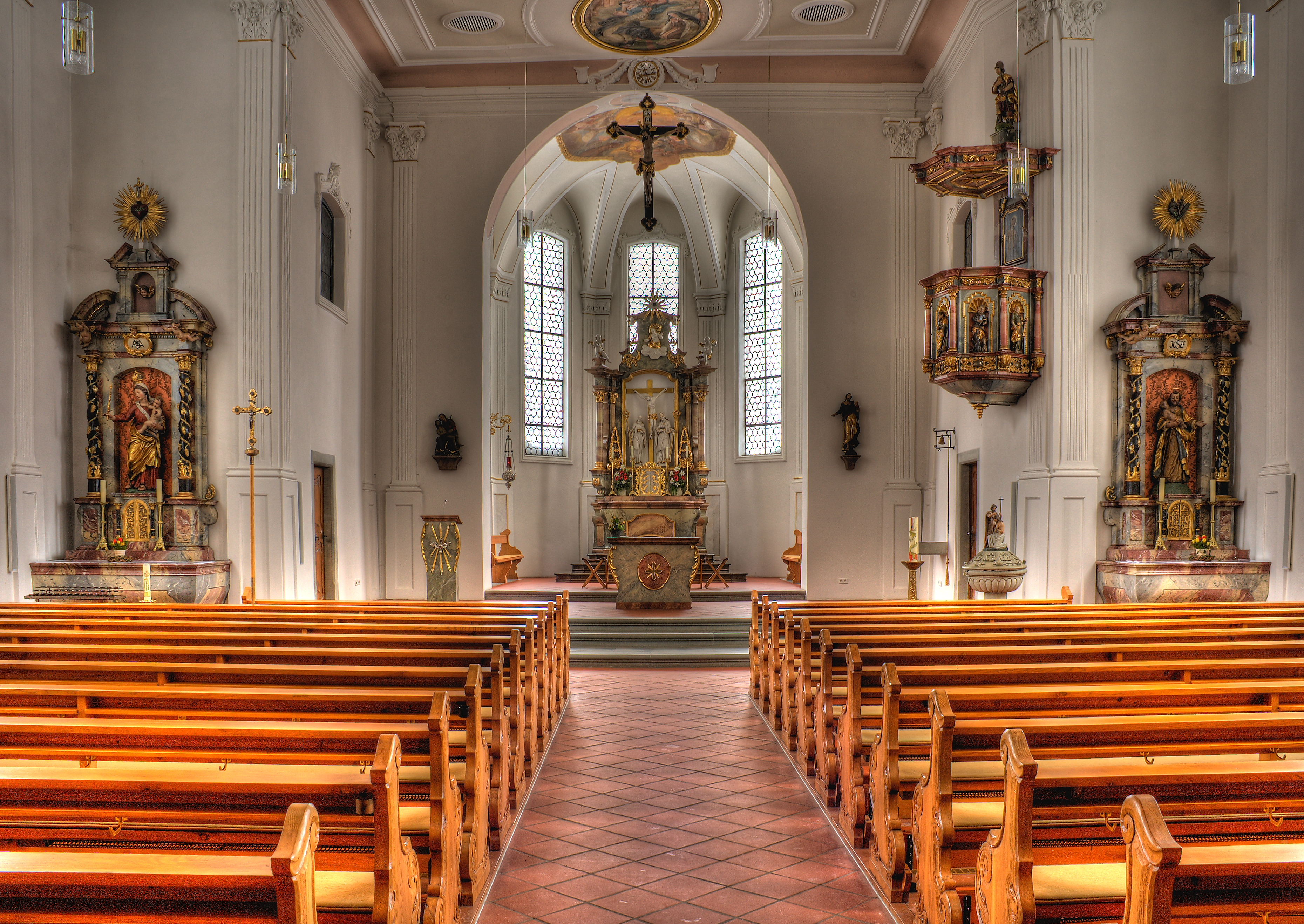
Innenansicht

Die römisch-katholische Pfarrkirche St. Ulrich und Magnus steht in Bodnegg, einer Gemeinde im Landkreis Ravensburg in Baden-Württemberg. Die kirchliche Gemeinde gehört zum Dekanat Allgäu-Oberschwaben der Diözese Rottenburg-Stuttgart. Die Kirche ist als Denkmal beim Landesamt für Denkmalpflege Baden-Württemberg eingetragen.

## Beschreibung
Die mittelalterliche Saalkirche wurde mehrfach verändert. Sie besteht aus einem Langhaus, das 1711–14 verbreitert wurde, einem Kirchturm an seiner Nordwand und der Sakristei an der Südwand neben dem eingezogenen, dreiseitig geschlossenen Chor im Osten. Das oberste Geschoss des Kirchturms beherbergt die Turmuhr und den Glockenstuhl, in dem vier Kirchenglocken hängen. Die Fassade im Westen wurde 1778/79 neu gestaltet und mit einem Schweifgiebel versehen. 
Die Fresken von der Verkündigung des Herrn an der Decke im Langhaus und von den 24 Ältesten an der Decke im Chor stammen von Andreas Brugger. Die Orgel mit 26 Registern auf zwei Manualen und Pedal wurde 1954 als Opus 256 von Reiser Orgelbau errichtet.